# 杨堤乡
杨堤乡，是中华人民共和国广西壮族自治区桂林市阳朔县下辖的一个乡镇级行政单位。1992年中国南方航空3943号班机空难即发生于该乡境内的土岭村。

## 行政区划
杨堤乡下辖以下地区：
杨堤社区、杨堤村、浪洲村、浪石村、地水洞村、忠南村、唐家村和土岭村。